# Thiodiodes seeboldi
Thiodiodes seeboldi är en fjärilsart som beskrevs av Adolph Rössler 1877. Thiodiodes seeboldi ingår i släktet Thiodiodes och familjen vecklare. Inga underarter finns listade i Catalogue of Life.